# Coronel Domingos Soares
Coronel Domingos Soares est une municipalité brésilienne située dans l'État du Paraná.